# Debarking
Debarking är ett kirurgiskt ingrepp som tillämpas på hundar och katter, där vävnad tas bort från djurets stämband för att permanent minska volymen av dess läte. Metoden är olaglig som en form av stympning i flera europeiska länder inklusive Storbritannien och Danmark, och försök har gjorts att förbjuda den även i USA. Debarking är inte lagligt i Sverige.

## Procedur och risker
Debarking kan utföras via djurets mun, där en del av stämbanden tas bort med en biopsitång, ett brännjärn, en sax eller laser. Den kan också genomföras med ett snitt i halsen och genom struphuvudet, vilket är en mer invasiv metod.
All debarking kräver bedövning. Risker och biverkningar inkluderar negativ reaktion på bedövning, infektion, blödning och smärta. Det finns också en risk att den borttagna vävnaden växer tillbaka, eller att ärrvävnad blockerar halsen. Båda kräver ytterligare operationer, men med en incisional teknik. De flesta hundar som har genomgått en debarking har ett dämpat hest skall, hörbart upp till 20 meter.

## Faktorer
Kroniskt omåttligt läte kan bero på felaktig socialisering eller träning, stress, tristess, rädsla eller frustration. Upp till 35% av alla hundägare rapporterar problem med skällande, vilket kan orsaka tvister och juridiska problem. Debarking är vanligare hos vissa raser, till exempel shetland sheepdog, som är kända för att vara högljudda. 